# Maurice Talmeyr
Maurice Talmeyr (seudónimo de Maurice Coste) (17 de marzo de 1850- 4 de octubre de 1931) era un escritor, ensayista y periodista francés. Era miembro de la Liga francesa antimasónica.

## Teorías
Acusó la masonería de conspiración en la Revolución francesa.

## Obras
- Le Protoxyde, 1881.
- Sur le banc (portraits d'audience), Genonceaux, 1890.
- Comment on fabrique l'opinion, Perrin, 1905.
- Entre mufles, Librairie plon, 1896.
- Histoires joyeuses et funêbres, De brunhof, 1886.
- L'affaire des médecins, La revue du palais, 1897.
- La fin d'une société - Les maisons d'illusion, 1906.
- La nouvelle légende dorée, Perrin, 1921.
- Portraits de la belle France, Perrin, 1918.
- Portraits de la belle France (l'Héroïsme pendant la guerre), Perrin, 1918.
- Souvenirs d'avant le déluge, Perrin, 1926.
- Philosophie du voyage.
- La Franc-maçonnerie dans la révolution française, Le Trident, Editorial Kontre Kulture 2013.